# هنری نستله
هنری نستله (به آلمانی: Henri Nestlé) (زاده ۱۰ اوت ۱۸۱۴ - درگذشته ۷ ژوئیه ۱۸۹۰) داروساز و کارآفرین سوئیسی آلمانی‌تبار بود، که در سال ۱۸۶۶ شرکت نستله را تأسیس کرد. این شرکت سوئیسی هم‌اکنون از بزرگترین تولیدکنندگان نوشیدنی، مواد غذایی و فراورده‌های قندی جهان به‌شمار می‌آید.